# The Last Horror Movie
The Last Horror Movie is een Britse thriller/horrorfilm uit 2003 onder regie van Julian Richards. Hiervoor won hij elf prijzen, waaronder de juryprijs van het filmfestival Fantasporto.

## Verhaal
Max heeft een horrorfilm getiteld The Last Horror Movie gehuurd in een videotheek, maar daar zijn eigen film overheen opgenomen. Hierdoor krijgen huurders van de originele film na een paar minuten Max in beeld. Hij zegt ze toe dat hij ze iets beters gaat laten zien.
Max legt uit dat hij vijf jaar voor het opnemen van zijn film een man uit het water redde, nadat die een poging tot zelfmoord deed. Max kreeg hier spijt van toen bleek dat de man nadien nooit iets anders deed dan hem depressieve verhalen vertellen. Daarom duwde hij hem wat later van het dak van een wolkenkrabber. Dat was zijn eerste moord. Max verklaart dat hij sindsdien acht tot tien moorden per jaar pleegt, hoewel dat er in de beginfase meer waren. Vervolgens slaat hij voor het oog van zijn filmende assistent op straat een parkeerwacht de hersens in met een hamer.
Mensen die Max kennen, zijn ervan op de hoogte waarom zijn assistent hem volgt met een camera. Ze weten dat hij een film maakt, alleen niet waarover. Max leidt voor het oog van de buitenwereld een volkomen normaal, onopvallend leven. Hij verzorgt zichzelf, sport, werkt als huwelijksfotograaf en maakt afspraken met vrienden. Ook legt hij familiebezoeken af aan zijn oma, zijn oudere zus Sam, haar man John en hun zoontjes Ben en Nico.
Max voorkomt dat politiemensen een profiel kunnen opstellen dat naar hem leidt door zo afwisselend mogelijk te werk te gaan. Hij vermoordt willekeurig mannen en vrouwen van alle leeftijden en achtergronden en gebruikt daarvoor telkens andere wapens. Daarbij neemt hij regelmatig geld mee, om moorden op berovingen te laten lijken. Max vindt het alleen jammer dat hij op deze manier geen statement kan maken met zijn acties. Daarom besloot hij een film te maken. Hij wil iets unieks maken door een intelligente film over moorden te maken terwijl hij moordt. Hij acht zijn onderwerp erg geschikt, omdat het in zijn ogen onmogelijk is om nog iets te maken dat mensen interesseert zonder te choqueren. Hij vraagt zijn kijkers na te gaan hoeveel een mensenleven hén waard is en in hoeverre zij hun woorden omzetten in acties. Hij illustreert dit door te stellen dat ze een kind in Afrika het leven kunnen redden met een paar dollar, maar daarvoor niet hun televisie verkopen.
Tussen de moorden door, denkt Max voor het oog van de camera hardop na waarom hij doet wat hij doet. Hij beschouwt zichzelf niet als gek. Aan gewelddadige films kan het in zijn ogen niet liggen, omdat mensen zoals hij er eerder waren dan dergelijks films. Max vraagt zich af waarom hij het niet erg vindt wat hij doet en aanricht bij nabestaanden, terwijl hij rationeel wel weet dat wat hij doet erg ís. Hij vraagt kijkers die zeggen zijn praktijken wél erg te vinden waarom ze dan nog steeds naar de film kijken.
Max filmende assistent heeft toegezegd dat hij deel zal nemen in het moorden, maar is daar nog nooit toe overgegaan. Max biedt hem de kans zijn eerste slachtoffer te maken door hem een op een stoel vastgebonden vrouw op een presenteerblaadje aan te bieden. Wanneer puntje bij paaltje komt, kan de assistent zich er niet toe zetten haar om te brengen. Dit zelf moeten doen, maakt het ineens allemaal veel echter voor hem dan het in theorie leek. Daarop doodt Max ook hem. Hij legt voor het oog van de camera uit dat hij deze assistent koos omdat die toen ze begonnen al drie jaar dakloos was en al vijf jaar geen contact meer had met zijn familie. Daardoor zal hij nu hij dood is niet snel worden gemist. In zijn ogen is het bij de meeste seriemoordenaars hun eigen schuld dat ze worden gepakt.
Max is een man genaamd gevolgd die zijn film heeft meegenomen uit de videotheek. Zodra die de laatste scène heeft bekeken, belt Max bij hem aan. Hij vraagt hem waarom hij de film afkeek. Daarna brengt hij hem voor het oog van zijn camera om, om de opname als nieuwe laatste scène aan zijn film toe te voegen. Max richt zich een laatste keer direct tot de camera. De kijker van The Last Horror Movie is volgens hem waarschijnlijk zijn volgende slachtoffer. Hij zegt dat hij mogelijk al nabij of in huis is en dat de kijker in ieder geval zijn laatste horrorfilm heeft gezien.

## Rolverdeling
- Kevin Howarth - Max
- Mark Stevenson - Assistant
- Antonia Beamish - Petra
- Rita Davies - Oma
- Christabel Muir - Sam
- Jonathan Coote - John
- Joe Hurley - Ben
- Jamie Langthorne - Nico